# Мануил Тагарис
Мануил Тагарис (на гръцки: Μανουήλ Τάγαρις) е византийски военачалник от началото на XIV век.
Той не е от знатен произход, но успява да се издигне около 1309 г. до ранга на византийски управител на Филаделфия (днес град в Турция с името Алашехир), където отблъсква османците през 1310/1311 г. Това му спечелва благоразположението на император Андроник II Палеолог, който го въздига до аристократ и го жени за своята племенница и дъщеря на българския цар Иван Асен III Теодора Асенина Палеологина.
От април 1321 г. Тагарис се издига до ранга велик стратопедарх (отговарящ за продоволствията на войските). След като Андроник III Палеолог, внукът на император Андроник II, вдига бунт срещу дядо си, с което започва гражданската война в империята, Тагарис получава заповед да го преследва и да го арестува, но отказва да я изпълни, подкрепен и от други императорски съветници. Впоследствие е изпратен отново във Филаделфия и отново я защитава успешно срещу османците през 1324 г.
Смята се, че е починал преди 1342 г.

## Семейство
Мануил Тагарис има два брака. Първият е с неизвестна по име жена от един от двата рода - Мономаси или Дука. Вторият е с Теодора Палеологина Асенина, дъщеря на българския цар Иван Асен III. От първия си брак Тагарис има дъщеря и син Георги Тагарис. Павел Тагарис, латински патриарх на Константинопол, също е възможно да е негов син или друг родственик.